# Associazione Calcio Pavia 2000-2001
Questa voce raccoglie le informazioni riguardanti l'Associazione Calcio Pavia nelle competizioni ufficiali della stagione 2000-2001.

## Stagione
Il Pavia dopo esservi retrocesso nel 1997-1998 e ripartito nel 1998-1999, dal campionato della Eccellenza Lombarda, vincendolo nella stagione a cavallo del secolo 1999-2000, il Pavia ha disputato il girone B del campionato CND, ottenendo il secondo posto alle spalle del Legnano. Nella attuale stagione 2000-2001 disputa e vince con 81 punti il girone B del campionato di Serie D, da CND è tornata a denominarsi Serie D, il Fanfulla arriva secondo con 69 punti, dodici punti in meno. Il Pavia risale così tra i professionisti in Serie C2. Allenato dal confermato Marco Torresani, trova nel piemontese Omar Nordi un marcatore implacabile, che realizza 23 reti in 31 partite di campionato, dieci reti in più dello scorso torneo in CND, discreti anche i bottini di Mario Rossini autore di 14 reti e del comasco José La Cagnina con 16 centri. Una stagione da sogno, ricca di 24 vittorie, nove pareggi e una sola sconfitta, il meritato trionfo dell'appassionato lavoro della famiglia Calisti. Nella Coppa Italia Dilettanti il Pavia vince in agosto il quarto girone, eliminando Voghera e Derthona, poi esce nel secondo turno, giocato a ottobre, eliminato nel doppio confronto dal Casale.

## Rosa
| N. |                   | Ruolo | Calciatore          |
| -- | ----------------- | ----- | ------------------- |
|    | Italia (bandiera) | C     | Fabio Ardizzone     |
|    | Italia (bandiera) | A     | Bandera             |
|    | Italia (bandiera) | C     | Fabio Bertoni       |
|    | Italia (bandiera) | D     | Marco Candrina      |
|    | Italia (bandiera) | D     | Andrea Ciceri       |
|    | Italia (bandiera) | C     | Daniele Crespiatico |
|    | Italia (bandiera) | D     | Luciano Dondo       |
|    | Italia (bandiera) | P     | James Fontanella    |
|    | Italia (bandiera) | P     | Antonio Gambino     |
|    | Italia (bandiera) | A     | Josè La Cagnina     |
|    | Italia (bandiera) | C     | Samuele Marni       |

| N. |                   | Ruolo | Calciatore         |
| -- | ----------------- | ----- | ------------------ |
|    | Italia (bandiera) | C     | Mazzina            |
|    | Italia (bandiera) | A     | Omar Nordi         |
|    | Italia (bandiera) | D     | Alessandro Pedroni |
|    | Italia (bandiera) | D     | Loris Petrocelli   |
|    | Italia (bandiera) | C     | Stefano Procaccio  |
|    | Italia (bandiera) | P     | Cristian Reggiani  |
|    | Italia (bandiera) | A     | Mario Rossini      |
|    | Italia (bandiera) | C     | Rocco Sabato       |
|    | Italia (bandiera) | D     | Fabio Spaziani     |
|    | Italia (bandiera) | A     | Daniele Vasoio     |
|    | Italia (bandiera) | D     | Moreno Zocchi      |

## Risultati

### Serie D girone B

#### Girone di andata
| Arbitro: | Dattrino (Torino) |

|  |           |                     |
|  | Marcatori | 11’, 30’ M. Rossini |

| Arbitro: | Ligustri (Lovere) |

|                          |           |  |
| La Cagnina 38’ Nordi 81’ | Marcatori |  |

| Arbitro: | Savioli (Imperia) |

|               |           |                  |
| Cinquetti 88’ | Marcatori | 72’ (rig.) Nordi |

| Arbitro: | Bo (Genova) |

|                                           |           |  |
| La Cagnina 23’ Nordi 55’ M. Rossini 90+1’ | Marcatori |  |

| Arbitro: | Drudi (Ravenna) |

|  |           |                                              |
|  | Marcatori | 57’ Nordi 76’ M. Rossini 82’, 88’ La Cagnina |

| Arbitro: | Pepe (Nocera Inferiore) |

|              |           |  |
| Spaziani 74’ | Marcatori |  |

| Arbitro: | Furia (Carrara) |

|           |           |                                                                       |
| Ferri 40’ | Marcatori | 15’ M. Rossini 36’, 55’ (rig.) Nordi 44’ (rig.) Bertoni 81’ Ardizzone |

| Pavia 22 ottobre 2000 8ª giornata | Pavia                | 0 – 0 | Seregno | Stadio Pietro Fortunati\| Arbitro: \| Smaldone (Nichelino) \| |
| Arbitro:                          | Smaldone (Nichelino) |       |         |                                                               |

| Arbitro: | Dessena (Ozieri) |

|                                 |           |                                |
| M. Rossini 26’ (rig.) Nordi 72’ | Marcatori | 60’ Rodighiero 90+3’ Codognato |

| Arbitro: | Angiuoni (Oristano) |

|  |           |                                         |
|  | Marcatori | 59’ M. Rossini 62’ La Cagnina 65’ Dondo |

| Arbitro: | Bevilacqua (Monfalcone) |

|                        |           |  |
| Nordi 2’ Ardizzone 88’ | Marcatori |  |

| Arbitro: | Fiori (Perugia) |

|  |           |                             |
|  | Marcatori | 11’ La Cagnina 80’ Spaziani |

| Arbitro: | Acri (Novi Ligure) |

|                                    |           |             |
| La Cagnina 21’, 84’ Nordi 26’, 59’ | Marcatori | 7’ Federici |

| Zanica 3 dicembre 2000 14ª giornata | Bergamasca     | 0 – 0 | Pavia | Stadio Comunale\| Arbitro: \| Galloni (Lodi) \| |
| Arbitro:                            | Galloni (Lodi) |       |       |                                                 |

| Arbitro: | Alberto (Asti) |

|                                             |           |  |
| Bertoni 15’ M. Rossini 42’ Nordi 54’ (rig.) | Marcatori |  |

| Arbitro: | Ventura (Cagliari) |

|                      |           |                                    |
| Parma 40’ Mistah 70’ | Marcatori | 3’ Spaziani 9’ Ardizzone 65’ Nordi |

| Arbitro: | Bersan (Maniago) |

|                |           |  |
| Nordi 12’, 47’ | Marcatori |  |

#### Girone di ritorno
| Arbitro: | Taccon (Mantova) |

|                                 |           |  |
| M. Rossini 34’ (rig.) Nordi 39’ | Marcatori |  |

| Arbitro: | Savioli (Imperia) |

|              |           |                         |
| Pancotti 63’ | Marcatori | 10’ Vasoio 25’ Spaziani |

| Arbitro: | Di Franco (Torino) |

|             |           |               |
| Bertoni 49’ | Marcatori | 57’ Cinquetti |

| Arbitro: | Bonesso (Mestre) |

|  |           |                    |
|  | Marcatori | 90+2’ (rig.) Nordi |

| Arbitro: | Bolli (Lovere) |

|                                                |           |                                   |
| La Cagnina 4’, 12’ Nordi 70’ (rig.) Zocchi 80’ | Marcatori | 40’ Zilocchi 85’ (aut.) Ardizzone |

| Romano di Lombardia 18 febbraio 2001 23ª giornata | Romanese         | 0 – 0 | Pavia | Stadio Comunale\| Arbitro: \| Dessena (Ozieri) \| |
| Arbitro:                                          | Dessena (Ozieri) |       |       |                                                   |

| Arbitro: | Capriolo (Forlì) |

|                                |           |              |
| La Cagnina 6’, 81’ Nordi 90+3’ | Marcatori | 28’ Lucarini |

| Arbitro: | Salati (Trento) |

|          |           |                |
| Zago 42’ | Marcatori | 11’ La Cagnina |

| Arbitro: | Ongaro (Rovigo) |

|  |           |             |
|  | Marcatori | 30’ Pedroni |

| Arbitro: | Tagliavento (Terni) |

|                                      |           |                                    |
| M. Rossini 27’ (rig.) La Cagnina 54’ | Marcatori | 13’ Castoldi 63’ (rig.) Riccadonna |

| Arbitro: | Ciliberto (Merano) |

|  |           |                          |
|  | Marcatori | 30’ La Cagnina 76’ Nordi |

| Arbitro: | Dattrino (Torino) |

|                                   |           |                        |
| Nordi 7’, 86’ M. Rossini 43’, 83’ | Marcatori | 45+4’ (rig.) Matarrese |

| Arbitro: | Rubino (Salerno) |

|             |           |  |
| Gradali 23’ | Marcatori |  |

| Arbitro: | Savioli (Imperia) |

|                          |           |  |
| Spaziani 57’ Marni 90+3’ | Marcatori |  |

| Arbitro: | Pavan (San Donà di Piave) |

|  |           |                          |
|  | Marcatori | 52’ M. Rossini 66’ Nordi |

| Arbitro: | Marchesotti (Genova) |

|                                                                 |           |                                  |
| Nordi 27’ (rig.) M. Rossini 31’ La Cagnina 69’ (rig.) Dondo 83’ | Marcatori | 47’ (rig.) Mistah 79’ Galbignani |

| Rodengo Saiano 20 maggio 2001 34ª giornata | Rodengo Saiano             | 0 – 0 | Pavia | Stadio Comunale\| Arbitro: \| Alberghini (Finale Emilia) \| |
| Arbitro:                                   | Alberghini (Finale Emilia) |       |       |                                                             |